# مانيلكارا شيكيل
مانيلكارا شيكيل (بالإنجليزية: Manilkara chicle)‏ هي شجرة نباتية استوائية دائمة الخضرة في المكسيك وأمريكا الوسطى. وتتراوح الشجرة من فيراكروز في المكسيك جنوبًا إلى أتلانتيكو في كولومبيا. تنتج علكة طبيعية تعرف باسم chicle، تستخدم تقليديا في صنع العلكة ومنتجات أخرى.